# 井筒森介
井筒 森介（いづつ しんすけ、1972年10月7日 - ）は、日本の元俳優。

## 主な出演

### 映画
- 新宿黒社会 チャイナ・マフィア戦争（1995年） - 桐谷義仁 役
- 第七官界彷徨 尾崎翠を探して（1999年） - 小野二助 役

### オリジナルビデオ
- 新のぞき屋　盗聴尾行(ストーカー)のぞきます（1998年） - ケン 役
- 怨念 呪われた証券マン（1999年） - 主演・有馬徹 役

### テレビドラマ
- ハートにS 第3回「想いを込めた花束」（1995年4月24日、フジテレビ） - 主演
- 北の国から'95秘密（1995年6月9日、フジテレビ） - 黒木久 役
- BLACK OUT Futurity 9 「SLEEP」（1996年2月、テレビ朝日）
- 水曜シリーズドラマ「月の船」（1996年、NHK） - 内藤大介 役
- TBS大型時代劇スペシャル「竜馬がゆく」（1997年1月1日、TBS）
- 恋、した。 第20話「シンデレラは二度ベルを鳴らす」（1997年8月25日、テレビ東京）
- ラブジェネレーション（1997年、フジテレビ） - 佐々木大作 役
  - ラブジェネレーション'98（1998年4月6日、フジテレビ） - 佐々木大作 役
- 御家人斬九郎 第3シリーズ 第9話「可愛い目撃者」（1997年12月、フジテレビ） - 中村兵庫 役
- フェルメールの囁き（1998年6月9日、NHK BS9）